# Eupithecia albimontanata
Euphitecia albimontanata es una especie de polilla de la familia Geometridae. La especie fue descrita por primera vez por James Halliday McDunnough habiendo sido descrita en 1940, con distribución en el oeste de Estados Unidos. El holotipo de la especie fue descrita en la Sierra Blanca (Arizona). Es una polilla de madiano o pequeño tamaño con una envergadura de 19 milímetros (0,7 plg).